# Haus Remberg
Das Haus Remberg (in alten Quellen auch Rimberg, Rheinberg oder Remmerich) war ein mittelalterlicher Rittersitz. Die Wasserburg befand sich im Duisburger Stadtteil Huckingen am alten Angerbach.

## Namensgebung
Der Name der Burg war ursprünglich Renbruggen (auch Rintbruggen und Ringbruggen), also „Rinderbrücke“. Dies ergibt sich aus den frühesten urkundlichen Erwähnungen im 14. Jahrhundert. Die Burg wurde also nach einer bereits im Mittelalter an dieser Stelle vorhandenen Brücke über die Anger benannt, die für das Ausbringen von Rindern auf die umliegenden Weideflächen am Angerbach genutzt wurde. Tatsächlich hieß ein Flurstück in direkter Umgebung Kuhbruch. Diese Rinderbrücke war damit das Gegenstück zur Schafsbrücke (Schobbesbröck) im Huckinger Ortskern, über die offenbar früher Schafsherden über den Bruchgraben geführt wurden.

## Geschichte
Haus Remberg gehörte zur Honnschaft Huckingen und lag in einer sumpfigen Gegend. Es war ein Lehen der Grafen von Berg. Die Urkunde mit der ersten urkundlichen Erwähnung Rembergs aus dem Jahre 1310 nennt auch den ersten bekannten Besitzer Rembergs, Ritter Adolph von Kalkum-Lohausen aus dem Adelsgeschlecht der Herren von Kalkum. Dessen Enkel Peter von Kalkum, ebenfalls Besitzer Rembergs, war Amtmann zu Mettmann, Hardenberg und Beyenburg. Peters Sohn Arnold von Kalkum, Amtmann zu Angermund, erhielt Remberg 1390 vom Herzog von Berg als freies Rittergut zum Lehen.
Als des heren Arnols huyss ging Remberg auch in zeitgenössische Chroniken ein, denn Arnolds Familie, die Herren von Kalkum, waren regelmäßig an Raubüberfällen auf die Kölner Handelswege beteiligt. Mehrere Familienmitglieder wurden auf frischer Tat gefasst und von der Stadt Köln hingerichtet, u. a. auch Arnolds Sohn Ludolph. Daraus entwickelten sich die Kalkumer Fehden zwischen den Herren von Kalkum und ihren Unterstützern, im Wesentlichen bergische Ritter, auf der einen und der Stadt Köln auf der anderen Seite. 1405 schlossen sich daraufhin die Stadt Köln und der Kölner Erzbischof Friedrich III. von Saarwerden zusammen, rekrutierten ein Söldnerherr, zogen bei Uerdingen über den Rhein und dann raubend und brandschatzend durch bergisches Land. Sie zerstörten Haus Remberg, aber auch das benachbarte Haus Böckum, Rahm, Heltorf, die Vorstadt von Ratingen und Solingen wurden von den Söldnern zerstört oder schwer beschädigt.
Remberg wurde danach wieder aufgebaut und blieb weitere drei Generationen in der Familie. Danach kam es durch Heirat und Erbe nacheinander an die Familien Galen, Stecke und Nesselrode. 1654 hatten die verwandten Herren von Winkelhausen Erfolg mit einem Einspruch gegen einen Verkauf an die Herren Spee. Von den Herren von Winkelhausen erbten die Herren von Wachtendonk das Haus. Später fiel Remberg wieder an die Herren von Winkelhausen zurück und, als diese ausstarben, an die Grafen von Hatzfeld-Wildenburg-Weisweiler.
Im 17. Jahrhundert galt Remberg als eines der zwölf Edelleutshäuser im Hauptgericht Kreuzberg (Kaiserswerth). 1612 wurde sogar ein eigenes Brauhaus errichtet.
Die jüngere Geschichte Rembergs gleicht sehr der des benachbarten Haus Böckum: 1804 ging Remberg an Johann Gottfried Brügelmann (Junior), Sohn des Industriellen Johann Gottfried Brügelmann. Charlotte Brügelmann, Witwe des Karl Heinrich Engelbert von Oven, verkaufte das Gut dann 1856 an den Grafen von Spee zu Heltorf, dessen Familie es bis heute gehört.
Pächter seit dem 11. November 1832 ist die Familie Gerlings (früher Gelling), die nun in der 5. Generation auf dem Hof lebt.

## Heutiger Zustand
Während der Angerbach früher rechts der Burg floss, fließt der renaturierte Alte Angerbach heute links am Gut Remberg vorbei. Von der Burganlage (Burgstall) ist heute nichts mehr erhalten. Eine Karte von 1869 zeigt noch den Wassergrabenring und die Parzellen-Einteilung der Burg. Reste der Anlage waren noch bis Ende des 20. Jahrhunderts sichtbar.
Es wird vermutet, dass die Burganlage aufgrund der immer wiederkehrenden Schäden durch die Hochwasser des Angerbachs und des Rheins aufgegeben wurde. So führten insbesondere die Hochwasser der Jahre 1566, 1784 und 1799 zu schweren Beschädigungen. Im Januar 1799 stieg das Hochwasser über das Dach der damaligen Scheune.
Auf dem Gelände befindet sich heute nur noch der Gutshof, der Remberger Hof, der unter anderem als Reiterhof genutzt wird. Die Scheune des Hofs wird für die Maschinen des benachbarten Golfplatzes verwendet.